# Knight’s & Magic
Knight's & Magic (яп. ナイツ＆マジック Найцу андо Мадзикку, рус. Рыцари и Магия) — лайт-новел Такудзи Като и Амадзакэ но Хисаго, а также иллюстратора Курогин, выходящее с 2010 года, манга-адаптация лайт-новел (выходит с 2013 года). В сентябре 2016 года была анонсирована аниме-адаптация, премьера которой состоялась 2  июля 2017 года.

## Сюжет
Главный герой - Цубаса Курата, отаку из Японии, погибает под колёсами автомобиля, переродившись в другом мире где средневековые рыцари используют гигантских роботов под названием «Силуэт рыцарей», чтобы сражаться с демонами, волшебными хищными животными, которые пожирают все на виду. Предыдущие воспоминания оцуку Цубаса вдохновляют Эрнести на создание своих собственных Рыцарей Силуэта, чтобы защитить его королевство.

## Персонажи
Эрнести "Эру" Эшевалье (яп. エルネスティ・エチェバルリア Эрунэсути Этебаруриа) -
Сэйю: Риэ Такахаси
Адельтроуд Альтер (яп. アデルトルート・オルタ Адэрутору:то Орута) -
Сэйю: Аяка Охаси
Акидд "Аки" Альтер (яп. アーキッド・オルタ А:киддо Орута) -
Сэйю: Синсукэ Сагавара

## Медия

### Веб Новелла
Амадзакэ но Хисаго начал издавать серию в качестве веб-романа на сайте Shōsetsuka ni Narō 16 октября, 2010. Позже 22 сентября 2016 года, семь романов (107 глав) в общей сложности  были опубликованы.

### Лайт Новелла
Издательство Shufunotomo приобрела серию для публикации печати, и опубликовала первый том с иллюстрациями Курогин под издательством Hero Bunko
7 томов были выпущены по состоянию на март 2017 года.

#### Страницы
| № | Дата публикации   | ISBN                   |
| - | ----------------- | ---------------------- |
| 1 | Январь 30, 2013   | ISBN 978-4-07-288159-0 |
| 2 | Май 31, 2013      | ISBN 978-4-07-289667-9 |
| 3 | Сентябрь 30, 2013 | ISBN 978-4-07-292729-8 |
| 4 | Апрель 28, 2014   | ISBN 978-4-07-296348-7 |
| 5 | Март 30, 2015     | ISBN 978-4-07-412412-1 |
| 6 | Март 30, 2016     | ISBN 978-4-07-416172-0 |
| 7 | Март 25, 2017     | ISBN 978-4-07-424154-5 |

### Манга
Художник Такудзи Като начал издавать мангу в Сэйнэн журнале Square Enix в Young Gangan 15 апреля 2016 года.

#### Страницы
| № | Дата публикации   | ISBN                   |
| - | ----------------- | ---------------------- |
| 1 | Сентябрь 24, 2016 | ISBN 978-4-7575-5108-4 |
| 2 | Март 24, 2017     | ISBN 978-4-7575-5254-8 |

### Аниме
Телевизионная адаптация-аниме была анонсирована 24 сентября 2016 года. Премьера экранизации состоялась в Июле 2017 года. Режиссёр адаптации Юсукэ Ямамото известный по аниме NHK ni Youkoso, над сценарием работает талантливая Митико Ёкотэ, а музыкальное сопровождение Масато Кода. Само аниме будет снято на студии 8-Bit, подарившая нам аниме Grisaia no Kajitsu

## Термины
- Ирландские рыцари
- Освещённая кристальная броня